# Extraordinary Machine
Extraordinary Machine es el tercer álbum de estudio de la cantante y compositora estadounidense Fiona Apple, lanzado por Epic Records en los Estados Unidos el 4 de octubre de 2005. Producido por Jon Brion, se esperaba que fuera lanzado en 2003, pero el sello discográfico lo retrasó varias veces sin explicación, lo que llevó a especular que la discográfica pensaba que el disco no atraería un éxito comercial como los discos previos de Apple. La controversia en torno al álbum y a las grabaciones filtradas de las sesiones con Jon Brion fueron objeto de considerable atención de la prensa, y también hubo una campaña muy publicitada dirigida por fanáticos de la cantante para que el álbum fuera lanzado oficialmente. Tiempo después, y en colaboración con los productores Mike Elizondo y Brian Kehew: Apple volvió a grabar el álbum entre 2004 y 2005, y finalmente se lanzó más de tres años después de que comenzaran las sesiones de grabación originales.
En 2009, «Extraordinary Machine» fue nombrado el cuadragésimo noveno mejor álbum de la década de los 2000 por la revista Rolling Stone. El álbum también fue nominado para el Grammy al mejor álbum vocal pop en 2006.

## Historia y grabación
Tras varios conciertos de su segundo álbum When the Pawn... (1999) en el 2000, Fiona Apple se mudó a Los Ángeles, California. «Los primeros años [después de Pawn] no tenía nada de lo que escribir [...] pensé que si las canciones me venían, venían, si no, "Bien, fue divertido"», dijo la cantante en una entrevista. Durante la pausa que mantuvo entre ambos álbumes, Apple contempló el retirarse de la carrera musical. En la primavera del 2002 Appple y Jon Brion, su amigo y productor en When the pawn, quedaron para su habitual desayuno semanal. La relación de cinco años con la comediante Mary Lynn Rajskub terminó abruptamente durante la grabación de la película de Paul Thomas Anderson Puch-Drunk Love (2002), de la que Brion componía la banda sonora. Brion comentó que «rogó» a Fiona que grabara otro álbum después de verse forzado a ver horas de la grabación de Rajskub de la película: «Necesito un trabajo que pueda salvarme». Apple aceptó, y Brion fue a su sello discográfico, Epic Records, con estrictas directrices a las que la discográfica aceptó. Fue entonces cuando por primera vez, se estipuló que el álbum saldría a la venta en noviembre de 2002.
Después de interpretar la entonces llamada «Not about love» en un concierto en febrero que realizaba Brion, Apple empezó en el estudio a trabajar en el álbum en junio en Ocean Way Recording donde interpretó para Brion las cinco primeras canciones que había escrito para el álbum. Estrenó la canción «A new version of me» —renombrada «Better», y finalmente «Better version of me»— en directo en el Largo en agosto. Una versión modificada de la canción fue tocada en el Largo, junto a Brion tocando la celesta el 13 de septiembre —25.º cumpleaños de Fiona.
Más tarde durante el 2002, Apple, Brion, el ingeniero Tom Biller y el percusionista Matt Chamberlain trabajaron en un a la de la Mansión Paramour que fue construida en 1923 por el actor de cine mudo Antonio Moreno. La casa fue utilizada por los músicos como residencia temporal a principios del 2003, y Chamberlain dijo que la experiencia fue «completamente asombrosa». Con el álbum grabado a la mitad en abril de 2003, Brion, Apple y Biller trabajaron en Cello Studios y se programó una nueva fecha para su lanzamiento, el 22 de julio. Brion y Apple viajaron a Inglaterra más tarde ese mes, para grabar cuerdas y orquestación para las canciones en Abbey Road Studios en Londres. En opinión de Brion, el álbum estaba terminado en mayo de 2003, pero llegado ese momento su publicación volvió a ser retrasada para el 30 de septiembre. Para el otoño del 2003 Apple y Brion volvieron al estudio de grabación para añadir toques finales al álbum, lo que forzó el nuevo emplazamiento de la fecha de lanzamiento para febrero de 2005 —más tarde cambiada para principios de 2004.
Poco a poco, se iban revelando datos sobre las nuevas canciones en periódicos y magazines. Un artículo sobre Jon Brion de New York Times en agosto de 2003 reveló el título de otra canción del álbum, «Oh well», y también contaba que el productor lloró la primera vez que se la oyó tocar a Fiona. Brion trabajó duramente en «Oh well» durante una semana, y más tarde se referiría a esta como la «canción problemática» del álbum. El número de octubre de 2003 de Rolling Stone definió el álbum como «decididamente ecléctico». La canción lenta ««Extraordinary machine (canción)|Extraordinary machine]]» fue comentada como una «"Tin Pan Alleyesca" mezcla de Tom Waits y Vaudeville», mientras que la más energética «Better version of me» fue descrita como una canción de Outkast de beats». En febrero de 2004 un artículo en Spin confirmó el título del álbum y una nueva canción; «Red, red, red», que según cuentan había sido inspirada por un libro de illusiones ópticas.

## Retraso y filtración
A finales de junio de 2004 la canción «Extraordinary machine» que había sido nombrada como el álbum, se filtró en Internet. Algo más tarde, un remix de «Better version of me» se filtraba también, con el siguiente comentario en el tag del mp3: «Tiene algunos beats [...]. Idealmente, combinaríamos algo de esta versión con algo de la otra, pero obviamente no podemos.». Josh Korr de Tamps Bay Times escribió, «con el gusto por los sonidos extraños e instrumentos que canalizan el espíritu del álbum «Smile» de Brian Wilson, las primeras canciones de Fiona Apple desde el 1999 hacen a Norah Jones, Joss Stone, Alicia Keys y otras pretendientes que suenan a American Idol descender a segunda posición»

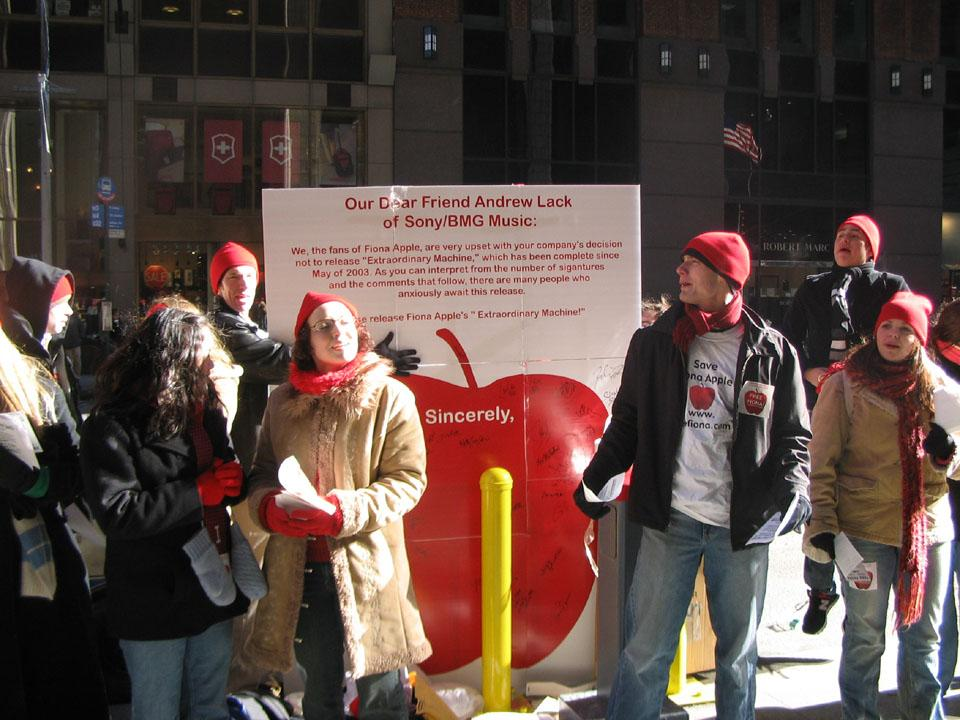
Protesta liberad a Fiona frente a las oficinas centrales de Sony BMG en Nueva York el 28 de enero de 2005.

Después de meses sin noticias oficiales, un artículo sobre Jon Brion apareció el 8 de octubre de 2004 en Entertainment Weekly. Publicó que el CD había sido puesto en suspensión desde su acabado en 2003, ya que «la discográfica no había oído ningún sencillo» del álbum. Un representante de Epic Records afirmó que el álbum se lanzaría en febrero de 2005, y fue retrasado porque Apple decidió regrabar algunas de las canciones. Brion aclararía más tarde el estado del álbum en una entrevista con MTV News en enero de 2005: dijo que Epic deseó que [Apple ]le hubiera entregado material más acorde con su primer álbum Tidal (1996), y que Machine, «no es tan fácil de vender para ellos». Cuando USA Today preguntó a la misma Apple cuándo saldría el álbum a la venta, ella contestó: «Probablemente lo sabrás antes que yo».
Pronto, los fanes de Fiona organizarían un fin de semana para enviar e-mails a Sony apoyando a Fiona y para que publicaran el álbum. En respuesta a esta campaña, el presidente de Epic Steve Barnett dijo: «Sabemos que Fiona todavía está grabando su nuevo álbum, y nosotros en Epic Records nos unimos a los amantes de la música en anticipar su nuevo lanzamiento». El 26 de febrero de 2005 el presentador de radio Andrew Harms en 107.7 The end en Seattle, Washington D. C. empezó a emitir canciones de una versión bootleg del álbum, y mucho antes, versiones de poca calidad de «Not about love», «Get him back» y «Used to love him» estaban circulando por Internet. Harms habló sobre la situación: «esto es muy especial [...] con una [artista] ya establecida Fiona, que le haya sucedido eso es bastante disparatado, así que el que me llegara una copia completa del álbum fue increíble»; también dio a conocer la respuesta positiva de los oyentes de las canciones.
A principios de marzo e 2005 grabaciones hechas directamente de la radio de «Waltz», «Please, please, please», «Oh sailor» y «Window» se filtraron en Internet; posteriormente ocurriría lo mismo con las canciones «Oh well» y «Red, red, red», pero con mejor calidad. Pronto, versiones con calidad de CD de todas las canciones del álbum estarían disponibles en la web de BitTorrent Recibieron una crítica positiva en New York Times, que describió el álbum como una «gem», añadiendo que «había sido lanzado, Extraordinary machine habría sido un buen trabajo en un momento pop lleno de monolítica sinceridad».
 Ed Bumgardner coincidió con esta crítica, diciendo del álbum que era «ciertamente un trabajo de cuidado y sofisticación, tan imaginativo como entretenido», mientras que Will Dukes dijo «"Extraordinary machine" instaura una cohesión fría que es tan incitante como alienante.» Según la web de canciones compartidas BigChampagne en marzo, 46759 usuarios estaban compartiendo las canciones filtradas en un programa P2P. RIIA más tarde contactaría con los fundadores del sitio que archivaba las canciones para que las eliminaran, las canciones en BitTorrent fueron posteriormente eliminadas de la web.

## Regrabación y lanzamiento
Entertainment Weekly dijo el 24 de junio de 2005 que Fiona Apple estaba preparando un «segundo tercer» álbum con el productor Brian Kehew de la banda electrónica The Moog Cookbook, haciendo pensar a los fanes que las canciones filtradas de Extraordinary machine habían sido apartadas indefinidamente. En un chat en línea en julio de 2005, una noticia sin mucha difusión en esa época,  dio a conocer acerca de hip hopero Questlove en una web dedicada a The Roots. Dijo que el álbum «no estaba cancelado», estaba en coproducción con Mike Elizondo, y sería un DualDisc, todo esto fue confirmado más tarde. —Questlove diría también que tocó la batería en el álbum, y en marzo de 2005 en Rolling Stone, dijo que podría colaborar con Fiona en su próximo álbum.
Después de unos meses en silencio, Epic publicó un comunicado acerca del futuro del álbum el 15 de agosto de 2005: Extraordinary Machine iba a ser lanzado oficialmente el 4 de octubre de 2005, extensamente modificado por los coproductores Elizondo y Kehew. Elizono había tocado el bajo en dos canciones de When the pawn, pero una noticia lo había descrito como «una curiosa separación de Brion» por su más popular producción con artistas famosos de hip hop como 50 Cent, Dr. Dree y Eminem. Él y Kehew trabajaron en Phantom Studio localizado detrás de la casa de Elizono, Westlake Village, retrabajando cada canción; canción por canción trabjaron con el piano y la voz de Apple, añadieron instrumentos de percusión en directo con la ayuda de Abe Laboriel Jr. y Questlove, y entonces la instrumentación floreció. Una vez que las canciones fueron completadas, Apple regresó al estudio y grabó la parte final.
De las once canciones publicadas con anterioridad, dos quedaron tal cual: «Extraordinary machine» y «Waltz»; pero nueve fueron modificadas completamente. También se añadió al álbum una nueva canción llamada «Parting gift»; es un tema vocal con piano que fue grabada en una toma, en la primera. Elizondo dijo que sentía que las canciones eran «radicalmente diferentes», y que aunque escuchó las versiones de Brion, «todo fue hecho desde el principio». The New York Times sugirió que Epic Records no estaba impresionada con el recibimiento de los fanes del bootleg, y que Apple nunca consideró el álbum terminado; pero en el momento de la filtración, ella y Elizondo habían estado trabajando por algún tiempo —desde abril de 2004. En una entrevista a Rolling Stone en septiembre de 2005, Apple explicó su decisión: «Reuní canciones malas, y terminé escribiendo el resto en el caminom un nuevo acercamiento para mí... [but] no tenía demasiado tiempo para vivir con las canciones antes de grabarlas, así que no hice realmente lo que quería».

## Recepción y promoción

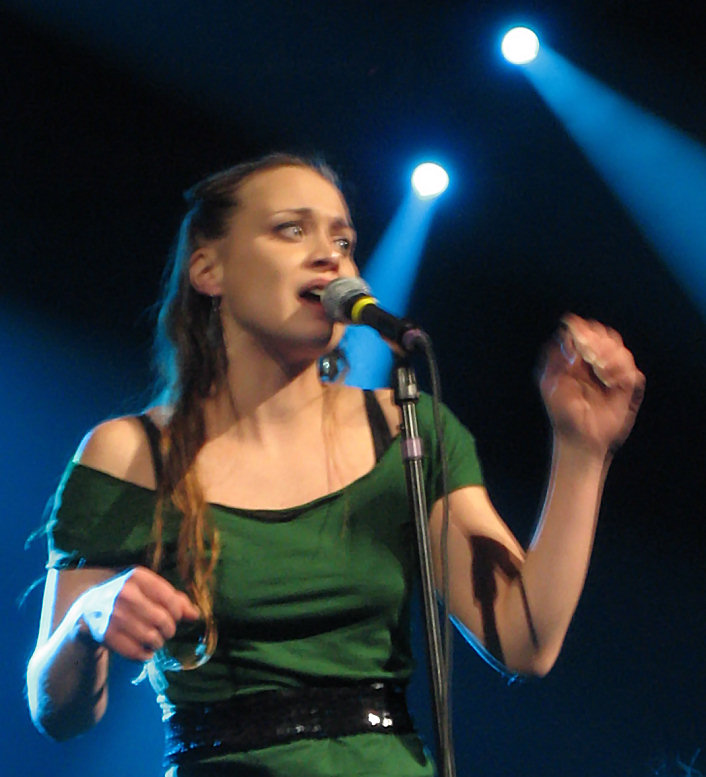
Apple actuando en Seattle de gira con Coldplay en enero de 2006. (Foto: Sara Covich)

La versión oficial de Extraordinary machine atrajo interés universal según metacritic cuando fue publicado: fue posicionado el número uno en la lista de álbumes de final de año en Entertainment Weekly, The New York Times y Slant magazine, dentro de los cinco primeros en The Village Voice, Blender magazine y Rolling Stone, y dentro de los diez primeros en Los Angeles Times y Spin magazine. Una minoría de las publicaciones hablaron menos favorablemente del álbum; Stylus magazine lo describió como «una obra difícil» y «desagradable para escuchar», mientras que la web Pitchfork Media —que dio a las versiones filtradas el puesto 46 en su Top 50 Albums of 2005 escribió, «lo mismo de siempre de Apple, después de seis años de silencio, podría haber hecho algo más definitivo, progresivo más que algo familiar y similar y tenemos los bootlegs para probarlo». Extraordinary machine fue nominada para el Grammy de 2006 por mejor álbum pop, perdido por Kelly Clarkson y su Breakaway.
Durante mediados de agosto del 2005 y antes de la publicación del álbum en octubre, tanto «O' sailor» como «Parting gift» fueron puestas a disponibilidad de descarga en línea en iTunes. Mientras, «O' sailor» fue publicada por separado en otras tiendas de música en línea, un videoclip promocional de «Parting gift» se publicó más tarde ese mes. Extraordinary Machine debutó en el número siete en EE. UU. Billboard 200 con 94000 copias vendidas en su primera semana de publicación, convirtiéndolo en el primer álbum de Apple en alcanzar los diez primeros puestos; sin embargo, salió de los diez primeros álbumes en su segunda semana junto a un descenso de las ventas de casi el quince por ciento. El vídeo de «O' sailor» empezó a emitirse en televisión en noviembre, y en enero siguiente el vídeo de «Not about love» se estrenó en Internet; al principio del mes siguiente, «Get him back» fue emitido en las radios. Ninguno de los sencillos atrajo emisión o descargas digitales, y después no aparecieron en Billboard Hot 100 de EE. UU. o en la lista de  Billboard Modern Rock Tracks.
El 19 de abril el álbum había vendido 462000 copias en EE. UU. según Nielsen SoundScan,

 inferior a las venta de Tidal —que vendió 2,7 millones de copias— y When the pawn —que vendió 920000. Antes de ser premiado por álbum de oro desde la RIIA en enero de 2006 por unas ventas de 500000 copias, fue nominado para el New Pantheon award, que premia álbumes cuyas ventas son inferiores a 500000 copias en EE. UU. entre el julio de 2004 y octubre de 2005. Apple salió de gira durante tres semanas en EE. UU. desde el 22 de noviembre hasta el 11 de diciembre para promocinar el álbum, y desde el 25 de enero hasta el 5 de marzo de 2006 hizo de telonera de la banda británica Coldplay en la primera mitad de su gira por Norteamérica X&Y. Apple también apareció de telonera en la gira de verano de Damien Rice y David Garza en sus 38 conciertos.

## Lista de temas
| Extraordinary machine.Versión oficial. |                                     |          |  |
| N.º                                    | Título                              | Duración |  |
| 1.                                     | «Extraordinary machine»             | 3:44     |  |
| 2.                                     | «Get him back»                      | 5:26     |  |
| 3.                                     | «O' sailor»                         | 5:37     |  |
| 4.                                     | «Better version of me»              | 3:01     |  |
| 5.                                     | «Tymps (the Sick in the Head Song)» | 4:05     |  |
| 6.                                     | «Parting gift»                      | 3:36     |  |
| 7.                                     | «Window»                            | 5:33     |  |
| 8.                                     | «Oh well»                           | 3:42     |  |
| 9.                                     | «Please please please»              | 3:35     |  |
| 10.                                    | «Red red red»                       | 4:08     |  |
| 11.                                    | «Not about love»                    | 4:21     |  |
| 12.                                    | «Waltz (Better than fine)»          | 3:46     |  |

| Extraordinary machine. Bootleg |                                           |          |  |
| N.º                            | Título                                    | Duración |  |
| 1.                             | «Not about love»                          | 3:46     |  |
| 2.                             | «Red, red, red»                           | 3:30     |  |
| 3.                             | «Get him back»                            | 4:32     |  |
| 4.                             | «Better version of me»                    | 3:33     |  |
| 5.                             | «Oh well»                                 | 3:51     |  |
| 6.                             | «Oh, Sailor» (título en canción filtrada) | 6:25     |  |
| 7.                             | «Used to love him»                        | 3:43     |  |
| 8.                             | «Window»                                  | 4:33     |  |
| 9.                             | «Waltz»                                   | 3:45     |  |
| 10.                            | «Extraordinary machine»                   | 3:41     |  |
| 11.                            | «Please, please, please»                  | 3:55     |  |

## DualDisc
| DVD |                                                      |          |  |
| N.º | Título                                               | Duración |  |
| 1.  | «Not about love (video)»                             |          |  |
| 2.  | «Extraordinary machine (live at Club Largo)»         |          |  |
| 3.  | «River, stay away from my door (live at Club Largo)» |          |  |
| 4.  | «Paper bag (live at Club Largo)»                     |          |  |
| 5.  | «Fast as you can» ((live at Club Largo))             |          |  |
| 6.  | «You belong to me» ((live at Club Largo))            |          |  |
| 7.  | «Parting gift» ((live at the Jazz Factory))          |          |  |

## Listas

### Álbum
| Lista (2005)                       | Posición más alta |
| ---------------------------------- | ----------------- |
| Australian ARIA Albums Chart       | 53                |
| French SNEP Lista                  | 61                |
| U.S. Billboard 200                 | 7                 |
| U.S. Billboard Top Internet Albums | 3                 |
| U.S. Billboard Top Digital Albums  | 1                 |

## Créditos
| Lanzamiento oficial - Fiona Apple – vocals; piano (canciones 2–8, 11–12) - Mike Elizondo – productor musical (canciones 2–11); moog (canciones 2, 8, 10–11); guitarra bajo (canciones 3–5, 7, 9); melotrón, clavinet y programación de percusión (canción 5); clavinet y programación (canción 7); guitarra (canción 9); contrabajo (canción 10) - Brian Kehew – coproductor (canción 2–11); guitarra (canciones 4, 8, 10–11); teclado (canción 4); fuzz guitar (canción 9); Farfisa (canción 10) - Jon Brion – productor (canción 1 y 12); marimba y orquesta arreglo (canción 1); bajo (guitarra 12) - Questlove – baterías (canción 2 y 11) - Keefus Ciancia – teclados (canción 2) - Zac Rae – chamberlin y instrumentos de cuerda (canción 3); Farfisa (tracks 3 and 4); tack piano y clavinet (canción 3 y 5); pump organ (canción 3 y 8); vibráfono (canción 3, 5 y 9); optigan (canción 4–5); marimba, celesta y marxophone (canción 5); wurlitzer (canción 5 y 9); teclados (canción 9) - Abe Laboriel Jr. – drums (canción 3–5, 7–10); instrumentos de percusión (canción 4); programación (canción 7) - Jebin Bruni – Yamaha corporation, portasound (canción 3); 360 Systems (canción 3–4); chamberlin (canción 4–5); teclados (canción 10) - Glenn Berger – flauta (canción 3); saxofón (canción 4 y 7) - John Daversa – trompeta y arreglos de tuba (canción 4 y 7) - George Thatcher – trombón (canción 4 y 7) - Roger Joseph Manning Jr. y Dave Palmer – teclados (canción 7–8) - Brad Warnaar – trompa francesa (canción 8) - Jim Keltner – batería (canción 12) - Benmont Tench – órgano (canción 12) - Patrick Warren – arreglos de orquesta (canción 12) | Lanzamiento bootleg - Fiona Apple – voz; piano - Jon Brion – productor - Tom Biller – ingeniero - Matt Chamberlain – percusión; batería - Jim Keltner – batería (canción 5) - Eric Gorfain – violín (canción 5) - Steven Rhodes – asistente |